# Ancolie noirâtre
Aquilegia atrata
Espèce
L'ancolie noirâtre (Aquilegia atrata) est une espèce de plante herbacée vivace de la famille des Renonculacées.
Synonyme :
- Aquilegia atroviolacea (Avé-Lall.) Beck

## Description
Cette plante ressemble à l'ancolie commune. Cependant les feuilles sont plus duveteuses au-dessus, glabre en dessous et les fleurs, plus petites, sont bordeaux violacé. C'est une plante des clairières montagnardes sur substrat calcaire.

## Caractéristiques
- Organes reproducteurs :
  - Type d'inflorescence : cyme unipare hélicoïde
  - Répartition des sexes : hermaphrodite
  - Type de pollinisation : entomogame
  - Période de floraison : mai à juillet
- Graine :
  - Type de fruit : follicule
  - Mode de dissémination : épizoochore
- Habitat et répartition :
  - Habitat type : sous-bois herbacés médioeuropéens, basophiles, montagnards, des adrets
  - Aire de répartition : orophyte alpien

Données d'après : Julve, Ph., 1998 ff. - Baseflor. Index botanique, écologique et chorologique de la flore de France. Version : 23 avril 2004. 